# بریکلبری
بریکلبری، یک انیمیشنِ کمدیِ بزرگسالانِ آمریکایی است.

## تاریخچه
این مجموعه تلویزیونی برای نخستین بار در ۲۵ سپتامبر ۲۰۱۲ در کمدی سنترال رونمایی شد. سریال، دربارهٔ داستانِ زندگیِ روزانهٔ یک گروه از محیط بانان در پارک جنگلیِ خیالیِ بریکلبری (Brickleberry) است.
در تاریخ ۷ ژانویه ۲۰۱۵، پخشِ این مجموعه پس از سه فصل لغو شد و در تاریخ ۱۴ آوریل، ۲۰۱۵ رسماً پایان یافت.